# ニセコ薬師温泉

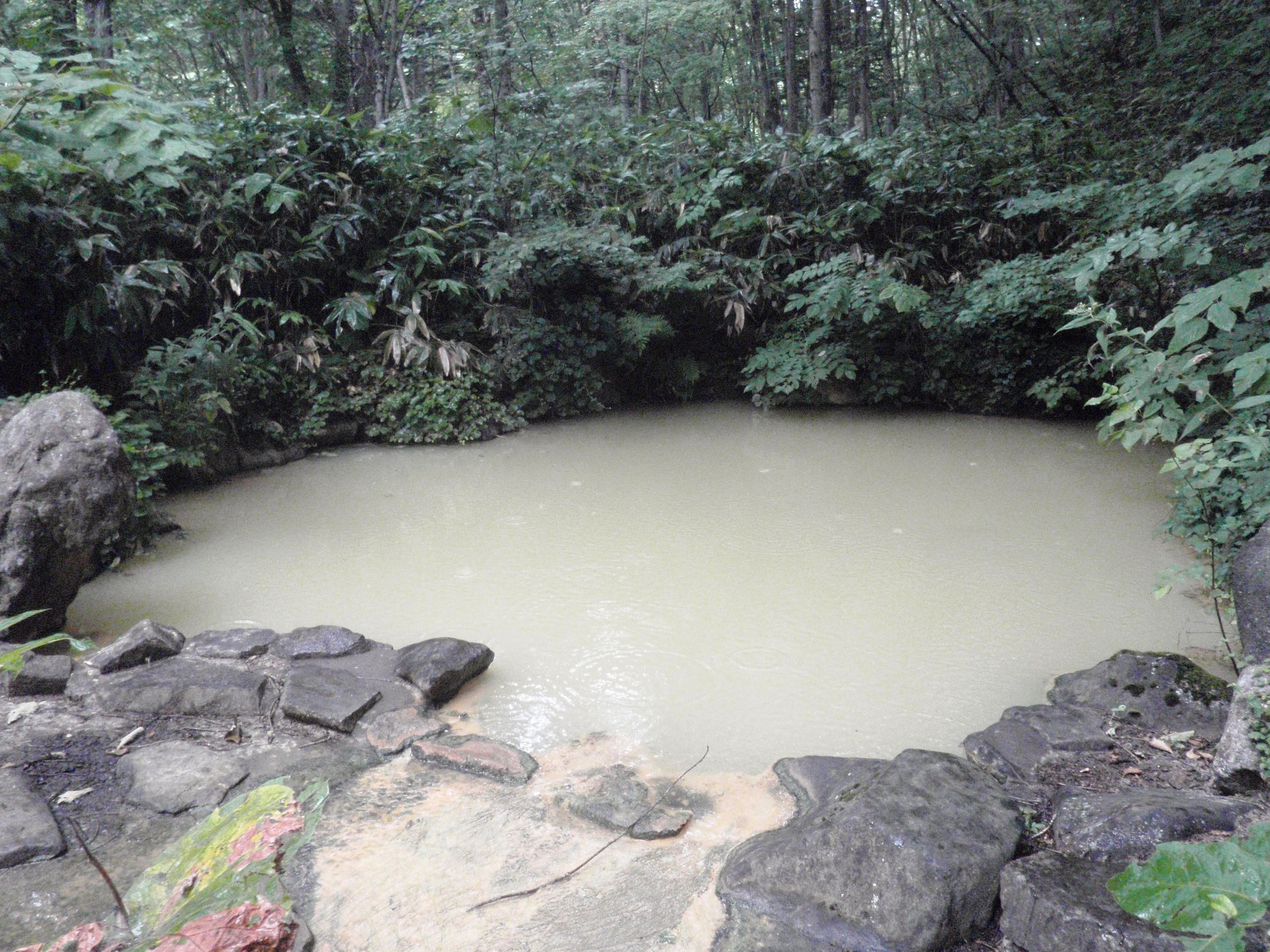
露天風呂

ニセコ薬師温泉（ニセコやくしおんせん）は、北海道磯谷郡蘭越町、ニセコ温泉郷にあった温泉。浴槽そのものが源泉で、浴槽の下からお湯がそのまま湧いていた。日本三大秘湯のひとつとされる。

## 泉質
3つの源泉・浴槽がある。いずれも浴槽の直下から温泉がわき出す、源泉掛け流し方式。
濁り湯
- ナトリウム-塩化物・炭酸水素塩泉（旧泉質名：重炭酸ナトリウム含弱食塩泉）
- 源泉温度 37°C
- 鉄分を多く含み、茶褐色の源泉だが、色がよく変化することから「七変化の湯」の異名も持つ。入浴していると皮膚に炭酸の泡が付着する。混浴であり洗い場は無い。

透明湯
- ナトリウム-塩化物泉（旧泉質名：弱食塩泉）
- 源泉温度 40°C
- 湯色は透明。男女別浴であるが、浴槽内で通じている。

露天風呂
- 屋外の温泉は脱衣場が撤去された。源泉温度が低めのため冬の間は実質的に利用できない。湯量は豊富である。

## 温泉地
一軒宿のニセコ薬師温泉旅館があった。周辺は支笏洞爺国立公園である。
現在は建物も解体され、湯船跡のみ残っている。温泉は湯船跡から湧出している。

## 歴史
- 1958年（昭和33年）11月1日 - 厚生省告示第327号により、ニセコ温泉郷の一部として国民保養温泉地に指定される。
- 2014年（平成26年）5月30日 - ニセコ薬師温泉旅館が閉館。

## アクセス
- 鉄道：函館本線昆布駅から車で10分